# ロックスター
ロックスター・エナジー・ドリンク（Rockstar Energy Drink）は、2001年に発売され初め、アメリカで開発・販売されているエナジードリンク。現在は、欧州、中東、オセアニアなどでも販売されている。
日本ではアメリカのようなタウリンを含まず販売され、清涼飲料水の分類で販売されていた。
製造元のRockstar Inc.は、ハーバルリスト博士の両親をもつラッセル・ウェイナーによって設立された。
ビタミンなどの栄養成分やカフェインなどのエナジー成分に、 特徴的なハーブを加え完成したパワフルなエナジードリンク。
アメリカで発売されたロックスターは現在世界各国で販売され、数多くのフレーバーが充実している。
ロックスターエナジードリンクの種類
日本では、2008年6月に関西のコンビニエンス・ストアで発売が始まったほか、2009年3月9日より、250ml缶が全国のファミリーマート（北海道と一部地域を除く）で販売された。
| - 社名：     | ROCKSTAR,Inc. Las Vegas,NV 89109 USA |
| - CEO：      | Russ Weiner                          |
| - 初発売年： | 2001年                               |
| - 開発者：   | Dr.Michael Weiner,ph.D.              |
| - 売上高：   | 2005年度 500億ドル                   |

日本のドリンク市場ではライト化・ソフト化が進んでいるが、海外ではアメリカを中心にエナジードリンクが大ヒットし続けている。
日本で発売されていたロックスター・エナジードリンク410ml缶は、リキャップ缶を採用しているため途中で飲むのを止めることもできる。

## 原材料
- 砂糖類（砂糖、ぶどう糖）
- クエン酸
- L-アルギニン
- クエン酸ナトリウム
- カフェイン
- L-カルニチン
- イノシトール
- マリアアザミ抽出物
- ナイアシン
- パントテン酸カルシウム
- イチョウの葉抽出物
- ガラナ抽出物
- 高麗人参抽出物
- ビタミンB2
- ビタミンB6
- 香料
- 着色料（カラメル）

## キャッチコピー
Party Like A Rockstar

## ロックスター × ターミネーター4
全米で大ヒットしているロックスター・エナジードリンクとハリウッド映画『ターミネーター4』がコラボレーション。
ロックスター × ターミネーター4 大上陸作戦 ではターミネーター4映像制作工房への招待やレアアイテムが抽選でもらえるキャンペーンを行っている。
2009年6月にはTVコマーシャルも放映された。

## ROCKSTAR TASTE OF CHAOS
ROCKSTAR TASTE OF CHAOS（通称：RTOC）は、世界24ヵ国を転戦し、ツアー総数260本を誇るラウドミュージックの一大イベント。
日本公演は2008年で4回目。日本人のバンド・MUCCがヘッドライナーをつとめ、ストーリー・オブ・ザ・イヤー、アズ・アイ・レイ・ダイイング、アトレイユが出演した。
2010年「Taste of Chaos 2010」では、IN FLAMESがヘッドライナーをつとめ、ENDLESS HALLWAY、CKY、ATREYUの海外バンドと国内からはEach Of The Daysが出演。

## 主なサポートスポーツ選手
- FMX
  - Jeremy "Twitch" Stenberg
  - Brian Deegan
  - Jimmy McNeil
  - Mike Mason
  - Ailo Gaup
  - TAKA（東野貴行）
  - Cam Sinclair
  - Mike Mason
  - Ronnie Faisstjpg
  - Todd Potter
  - 関志路充毅
  - 釘村孝太
- AMAスーパークロス
  - Ryan M. Dungey
  - David Vuillemin
  - Michael Byrne
  - Nico Izzi
  - Troy Adams
- AMAスーパーバイク
  - Ben Spies
  - Tommy Hayden
- BMX
  - Alistair Whitton
  - Ben Hucke
  - Colin Mackay
  - Dennis Enarson
  - Heath Pinter
  - Luke Parslow
  - Josh hamington
  - Mike Aitken
  - Cory Nasty Nastazio
  - Ryan Nyquist
  - Steve Murray
  - Steven Cisar
  - Zack Warden
  - 阪本章史（北京オリンピック日本代表選手）
  - 三浦進
- スケートボード
  - Anthony Furlong
  - Bucky Lasek
  - Chad Muska
  - Chris Gentry
  - Dave Duncan
  - Omar Hassan
  - Rob Lorifice
  - Rune Glifberg
  - Sergie Ventura
  - Terry Kennedy
- ウエイクボード
  - Chad Sharpe
  - Rusty Malinoski
  - Bret Little
  - Robby Jacques
  - Scott Byerly
  - Randall Vandall Harris
  - 浅井未来
- スノーボード
  - アンティ・アウティ
  - Andreas Wiig
  - Chas Guldemond
  - David Benedek
  - Erin Comstock
  - Hana Beaman
  - Jamie Anderson
  - Jussi Oksanen
  - Kim Rune Hansen
  - Scotty Lago
  - Tyler Flanagan
  - 石川敦士
- 格闘技
  - アンドレイ・アルロフスキー
  - ブライアン・セスマ
  - エリック・アップル
  - ジーナ・カラーノ
  - KJヌーンズ
  - ムリーロ・ニンジャ
  - レナト・ソブラル
  - スコット・スミス
  - ソクジュ
  - トニー・ボレロ
- モータースポーツ
  - Tanner Foust（2007年・2008年フォーミュラ・ドリフトシリーズチャンピオン。ラリー・アメリカに5年連続出場、上位入賞、人気番組『Import Racers』『Redline TV』のホスト、レース・オブ・チャンピオンズ2008出場）
  - TEAM YOSHIKI & 童夢 PROJECT（ROCK ST☆R 童夢 NSX：SUPER GT）
  - 織戸学（SUPER GT、D1グランプリ、WTCC、スーパー耐久ドライバー）
  - ブノワ・トレルイエ（Benoit Treluyer）（SUPER GT、フォーミュラニッポンドライバー）
  - 山田英二（スーパー耐久ドライバー）
  - FINA ADVAN M3（スーパー耐久 ST3マシン）
  - TUBE MAZIORA Racing（スーパー耐久 ST4マシン）
  - NO LIMIT JAPAN（エクストリームバイク・スタントバイクチーム）
- 二輪
  - 小島庸平（全日本モトクロスライダー）
  - 小島太久摩（全日本モトクロスライダー）
  - 青山周平（モーターサイクル・ロードレースライダー）
- その他
  - 中澤裕伺（全日本スノーモビルライダー）
  - 松岡慧斗（プロサーファー）
  - 金尾玲生（プロサーファー）
  - TEAM 空（ペイントボール）
  - 上田浩之（HOOPBOON（フラフープエクササイズ）クリエイター）